# Pyrinia arxata
Pyrinia arxata là một loài bướm đêm trong họ Geometridae.